# Jay Forrester
Jay Wright Forrester (Anselmo, 18 luglio 1918 – 16 novembre 2016) è stato un ingegnere elettrotecnico e informatico statunitense.

## Biografia
Docente al MIT, è ricordato come fondatore, negli anni '50, della dinamica dei sistemi. Molti suoi lavori sono contenuti in Collected Papers (1975). 
Nel 1944 fu a capo del progetto  Whirlwind che aveva come obiettivo quello di costruire il primo computer che reagiva in tempo reale alle azioni di un pilota. Data l'importanza del progetto, convinse la marina militare statunitense ad ampliarlo per creare un computer general purpose e nel 1948 ottenne un finanziamento di un milione di dollari l'anno. La marina non era molto convinta e meditò se tagliare i fondi; tuttavia poi non diede seguito ai suoi propositi a causa dei test nucleari dell'Unione Sovietica e consentendo così a Forrester, nel 1951, di portare a compimento il progetto che portò dei progressi nel tracciamento di rotte simulate.

## Opere

### Monografie
- Forrester, Jay W. Industrial Dynamics, MIT Press, 1961.
- Forrester, Jay W. Principles of Systems, Pegasus Communications, 1968.
- Forrester, Jay W. Urban Dynamics Cambridge, MA: MIT Press, 1969.
- Forrester, Jay W. World Dynamics, Wright, LN, Cambridge, 1971.
- Forrester, Jay W. Collected Papers of Jay W. Forrester, Wright Allen Press, Cambridge, USA, 1975.

## Premi e riconoscimenti
- IEEE Medal of Honour (1972)[1]
- Computer Pioneer Award (1981)